# Landmines
«Landmines» es una canción de la banda de rock canadiense Sum 41, lanzado a través de Rise Records el 27 de septiembre de 2023 como el primer sencillo de su octavo y último álbum de estudio Heaven :x: Hell (2024).

## Antecedentes
La banda anunció su octavo álbum de estudio, Heaven :x: Hell el 23 de marzo de 2022. El álbum será un álbum doble. Heaven volverá al sonido pop punk de los inicios de la carrera de la banda, mientras que Hell se inclina más hacia un sonido de metal más pesado. En mayo de 2023, la banda anunció que Heaven :x: Hell será su último álbum y la banda se disolverá después de completar una gira final como cabeza de cartel. Una semana antes del lanzamiento de la canción, Whibley fue hospitalizado por COVID-19 y neumonía, que provocó insuficiencia cardíaca. Le dieron el alta del hospital al día siguiente. La canción fue lanzada el 27 de septiembre de 2023, junto con un vídeo musical. Es el primer lanzamiento de la banda con Rise Records.

## Desempeño comercial
"Landmines" debutó en el puesto 29 en la lista Billboard Alternative Airplay, su primer sencillo en alcanzar la lista desde "Screaming Bloody Murder" de 2011. Desde entonces, alcanzó el puesto 13, su sencillo con mayor ranking desde "Pieces" en 2005.

## Composición
Andrew Sacher de Alternative Press calificó la canción como un "sencillo pop-punk que induce nostalgia... [que] suena directamente de la era clásica de la banda de principios de la década de los 2000..., con algunos giros modernos". Whibley declaró: "Cuando escribí 'Landmines' no tenía intención de escribir una canción 'pop punk' de la vieja escuela... Simplemente salió muy rápido y supe de inmediato que esta canción me parecía especial".

## Personal
- Sum 41
  - Deryck Whibley - Guitarras, Vocalista, Productor
  - Dave Baksh - Guitarras, Vocalista
  - Tom Thacker - Guitarras
  - Cone McCaslin - Bajo, coros
  - Frank Zummo - Batería, coros